# Bender (tecknad figur)
Bender (fullständigt namn: Bender Bending Rodríguez. Tillverkningsnamn Bending Unit 22 och även kallad Krökarn vid den svenska textningen i filmen Futurama: Into the Wild Green Yonder) är en fiktiv robot i Matt Groenings tecknade TV-serie Futurama. Namnet Bender är engelska för böjare och är dels hans ursprungliga yrke som balkböjare, dels en anspelning på karaktären John Bender i filmen The Breakfast Club från 1985.
Det är även amerikanskt slang för en längre tid i berusat tillstånd, till exempel a three day bender ”en tredagarsfylla”. 
Bender byggdes i Mom’s Friendly Robot Company i Tijuana i Mexiko runt år 2998, och är av modellen Bender Unit 22. Den 31 december 2999 träffade han av en slump på Philip J. Fry när de två väntade i kön till en självmordsmaskin. Bender planerade att ta sitt liv sedan han hade fått reda på att balkarna han böjde på jobbet användes i självmordsmaskiner. När Fry räddat de båda från döden ångrade sig Bender dock och följde med Fry.
Bender jobbar tillsammans med Fry vid rymdtransportbolaget Planet Express. Han dricker regelbundet alkohol, eftersom många robotar i Futurama använder alkohol som bränsle. Utan alkohol blir han yr och det börjar växa skägg av rost i hans ansikte.
I den engelska originalversion görs Benders röst av skådespelaren John DiMaggio.